# Пахомова (Тюменская область)
Пахо́мова — село в Ишимском районе Тюменской области России. Входит в состав Пахомовского сельского поселения.

## История
До 1917 года входило в состав Жиляковской волости Ишимского уезда Тюменской губернии. По данным на 1926 год село состояло из 155 хозяйств. В административном отношении являлось центром Пахомовского сельсовета Жиляковского района Ишимского округа Уральской области.

## Население
| 2010 |
| ---- |
| 538  |

### Половой состав
По данным переписи 1926 года в селе проживало 714 человек (343 мужчины и 371 женщина), в том числе: русские составляли 100 % населения.

### Национальный состав
Согласно результатам переписи 2002 года, в национальной структуре населения русские составляли 90 % из 538 чел.